# Cladech
Cladech (okzitanisch gleichlautend) ist eine französische Gemeinde mit 87 Einwohnern (Stand: 1. Januar 2022) im Département Dordogne in der Region Nouvelle-Aquitaine (vor 2016 Aquitaine). Sie gehört zum Arrondissement Sarlat-la-Canéda und zum Kanton Vallée Dordogne.

## Geografie
Cladech liegt etwa 42 Kilometer ostsüdöstlich von Bergerac. 
Nachbargemeinden sind Allas-les-Mines im Norden, Veyrines-de-Domme im Osten, Carves im Süden sowie Saint-Germain-de-Belvès im Westen.

## Bevölkerungsentwicklung
| Jahr                       | 1962 | 1968 | 1975 | 1982 | 1990 | 1999 | 2006 | 2019 |
| -------------------------- | ---- | ---- | ---- | ---- | ---- | ---- | ---- | ---- |
| Einwohner                  | 118  | 115  | 91   | 96   | 81   | 84   | 87   | 110  |
| Quellen: Cassini und INSEE |      |      |      |      |      |      |      |      |

## Sehenswürdigkeiten
- Kirche Sainte-Radegonde aus dem 13. Jahrhundert
- Herrenhaus

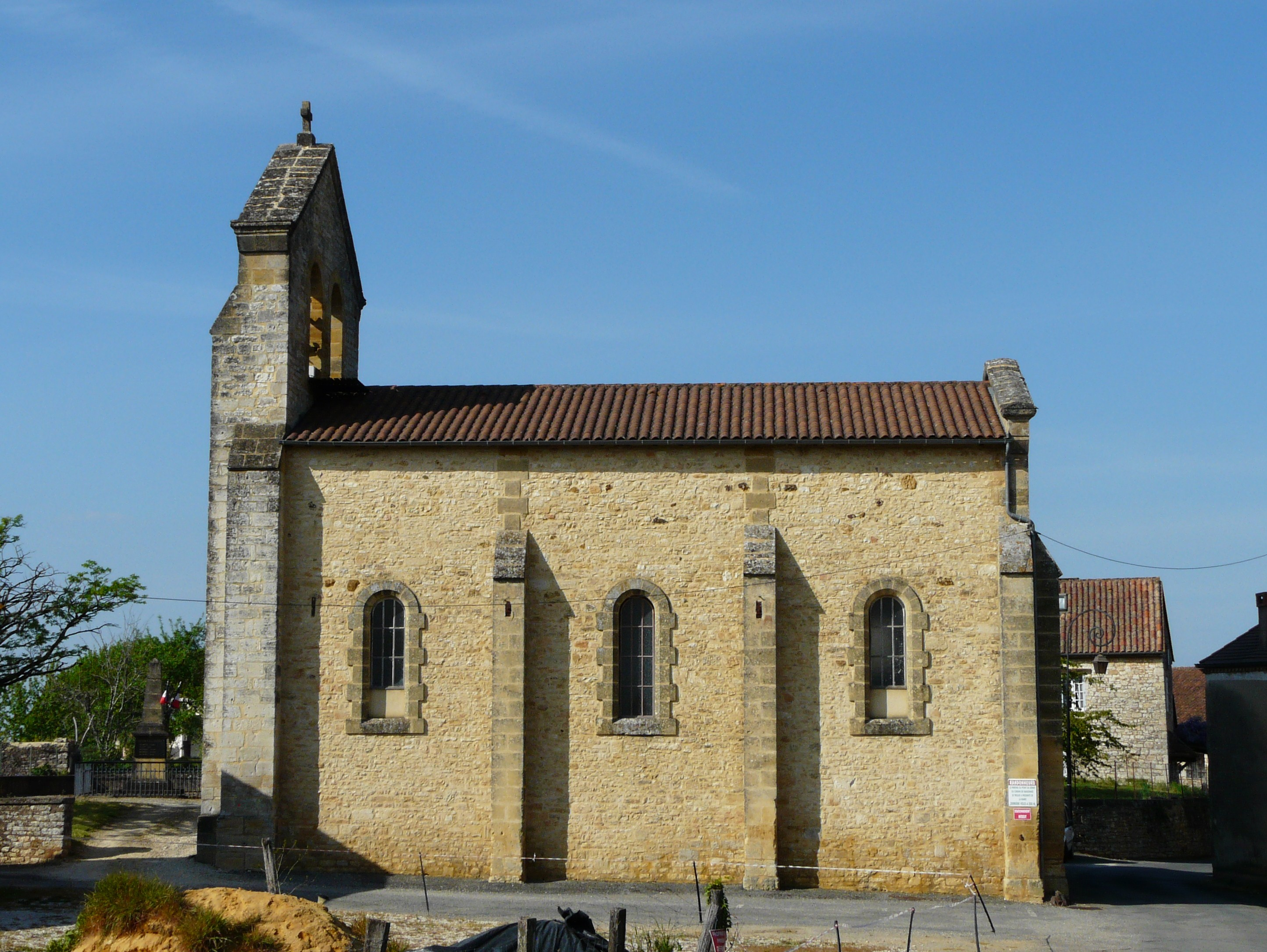
Kirche Sainte-Radegonde
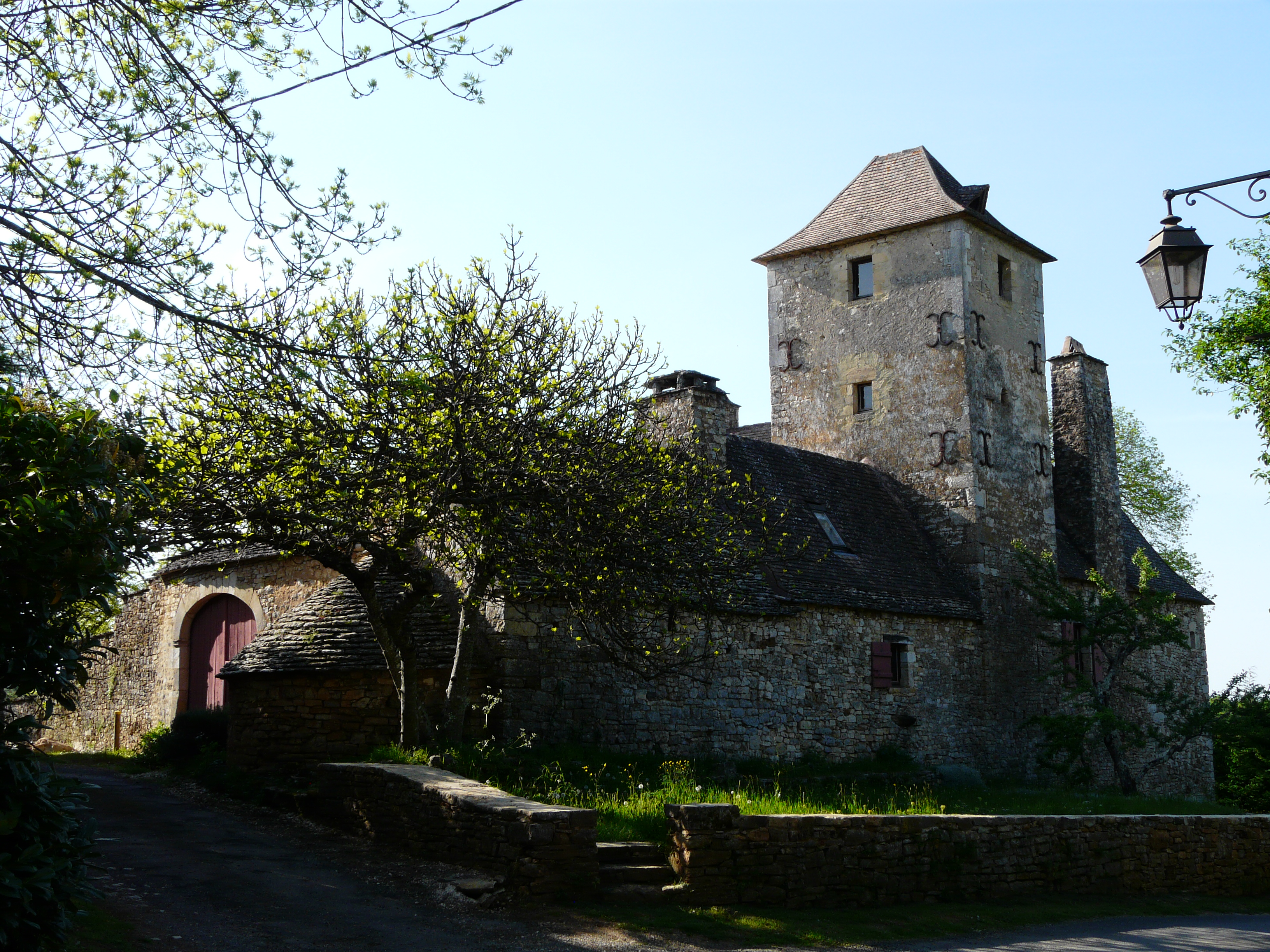
Herrenhaus